# Geistesgeschichte
Geistesgeschichte (del alemán Geist, "espíritu" o "mente" -aquí connotando el reino metafísico, en contraposición al material-, y Geschichte, "historia"). La Geistesgeschichte se refiere a un enfoque metódico en las humanidades, es decir, aquellas ciencias que se ocupan del surgimiento, formación, transmisión y efecto de concepciones intelectuales (ideas) y corrientes o épocas, incluyendo sus manifestaciones en estructuras culturales. Estos incluyen en particular las historia de la religión, historia de la filosofía, historia de la literatura, historia del arte e historia de la ciencia. Muchas cuestiones de la Geistesgeschichte se refieren a varias de estas subdisciplinas, y la determinación clásica del proprium de la metodología de la historia intelectual enfatiza esta conexión interdisciplinaria. El tema es clásicamente las concepciones y desarrollos generales de las visiones del mundo, las visiones del mundo y sus aspectos individuales, dentro o entre diferentes corrientes o épocas espirituales. 
El término es, a veces, traducido como "historia intelectual" o "historia de las ideas", y a veces utilizado como sinónimo de Problemgeschichte. La rama de estudios que denota es, a menudo, vista como inspirada en el tipo de trabajo hecho por Wilhelm Dilthey y sus seguidores.